# Christoph Bach (Schauspieler)

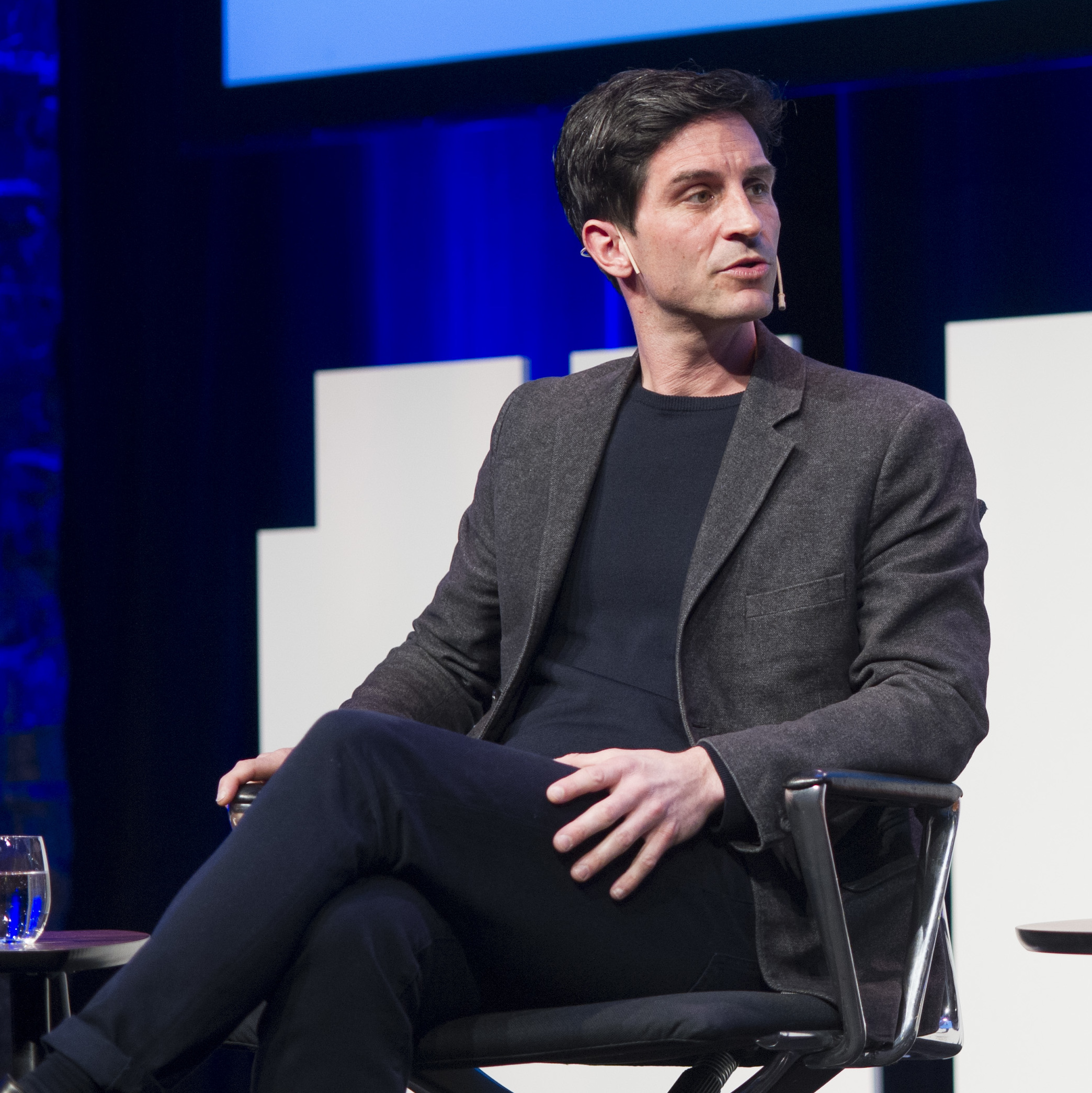
Christoph Bach, 2015

Christoph Bach (* 1. Januar 1975 in Reutlingen) ist ein deutscher Schauspieler.

## Leben
Bereits während seiner Schulzeit nahm Christoph Bach an Workshops am Tübinger Landestheater teil. Nach dem Zivildienst studierte er in Berlin zunächst Germanistik, Philosophie und Theater-, Film- und Fernsehwissenschaft an der Freien Universität Berlin, ehe er seine Schauspielausbildung an der Berliner Universität der Künste absolvierte und 2002 abschloss. Ende der 1990er Jahre entwickelte er gemeinsam mit dem Regisseur Jan-Christoph Glaser die 12-teilige Martial-Arts-Clip-Serie Auftrag Moabit, die in Christian Ulmens Show Unter Ulmen auf MTV ausgestrahlt wurde.
Sein Kinodebüt gab Christoph Bach im Jahr 2003 in dem surrealen Drama Narren von Tom Schreiber. Im selben Jahr erhielt er für seine Rolle des Einzelgängers Edzard in Detroit von Carsten Ludwig und Jan-Christoph Glaser den Förderpreis Deutscher Film als „Bester Darsteller“. In den folgenden Jahren machte er sich mit der Darstellung von Außenseiter-Porträts und ambivalenten Charakteren einen Namen im deutschen Arthouse-Kino. Bach war zu sehen im Kammerspiel Close (2004) von Marcus Lenz, in Florian Schwarz’ vielbeachtetem Debütfilm Katze im Sack, der Tragikomödie Finnischer Tango (2008) von Buket Alakuş und dem Hooligan-Drama 66/67 – Fairplay war gestern (2009). 2006 widmete Das kleine Fernsehspiel ihm eine vierteilige Reihe.
Im Fernsehen spielte Bach 2005 die Hauptrolle in Elisabeth Scharangs Film Mein Mörder, der 2006 mit dem Österreichischen Fernsehpreis und auf dem TV-Festival in Biarritz mit dem FIPA D’Or ausgezeichnet wurde. Darin verkörperte er einen traumatisierten jungen Mann, der als kleiner Junge während der Zeit des Nationalsozialismus in die Mühlen einer Kinder-Euthanasie-Anstalt geriet und Jahre später von seinem Peiniger Rechenschaft verlangt. Daneben wirkte Bach in Fernsehfilmen wie Das Schneckenhaus (2006) von Florian Schwarz, Blindflug (2007) von Ben von Grafenstein und dem Polit-Drama Prager Botschaft (2007) von Lutz Konermann mit.
2008 spielte er in Dutschke (2009) unter der Regie von Stefan Krohmer die Rolle des Studentenführers Rudi Dutschke. Für seine darstellerische Leistung wurde Christoph Bach 2010 mit dem Deutschen Fernsehpreis als „Bester Schauspieler“ ausgezeichnet. In Olivier Assayas’ Verfilmung des Lebens von Ilich Ramírez Sánchez Carlos – Der Schakal war Bach 2010 als Hans-Joachim Klein zu sehen.
Es folgten Shirley – Visionen der Realität (2012), Gustav Deutschs filmische Belebung von 13 Gemälden Edward Hoppers, und Frauke Finsterwalders Finsterworld (2013), in dem er die Rolle des tragisch scheiternden Geschichtslehrers Nickel übernahm. In der ebenfalls 2013 realisierten Tragikomödie Global Player – Wo wir sind isch vorne von Hannes Stöhr, spielte er den um das Überleben seiner Firma kämpfenden Michael Bogenschütz.
2015 übernahm Christoph Bach in der skandinavisch-britischen TV-Serie Saboteure im Eis – Operation Schweres Wasser eine der Hauptrollen und verkörperte den deutschen Wissenschaftler Werner Heisenberg. Im selben Jahr spielte er in dem mehrfach ausgezeichneten schweizerisch-deutschen Science-Fiction-Film Polder – Tokyo Heidi von Julian M. Grünthal und Samuel Schwarz den langsam dem Wahnsinn verfallenden Spieleentwickler Marcus.
Daneben war Christoph Bach in einer Reihe von Tatort-Produktionen zu sehen. In der Wiener Tatort-Folge Kein Entkommen wurde er 2012 als ehemaliger serbischer Freischärler Mirko Gradic selbst zur Zielscheibe, der sich und seine Familie in große Gefahr bringt. Zudem spielte er 2015 in dem Ludwigshafener Tatort LU als Dr. Mark Moss einen Mörder.
2016 stand er für Sönke Wortmanns historische Krankenhausserie Charité (2017) als der deutsche Arzt und Forscher Paul Ehrlich vor der Kamera. Im selben Jahr war er zusammen mit Catrin Striebeck in Das Milan-Protokoll (2017) von Peter Ott zu sehen.
2019 spielte er im Kinofilm Das Leben meiner Tochter zusammen mit Alwara Höfels ein Elternpaar, das mit der Entscheidung für eine illegale Organspende, um ihre schwer kranke Tochter zu retten, in ein großes moralisches Dilemma gerät.
2020 war er in Johannes Kepler, der Himmelsstürmer von Christian Twente in der Rolle des Astronomen und Naturphilosophen Johannes Kepler zu sehen.
2022 verkörperte er im international vielbeachteten Kriegsdrama Narvik von Erik Skjoldbjaerg die Rolle des deutschen Konsuls Fritz Wussow.
Christoph Bach ist Mitglied der Deutschen Filmakademie. Er ist mit der Video-Künstlerin Rebecca Riedel verheiratet und lebt in Berlin.

## Filmografie (Auswahl)
- 2001: Immer an der Wand lang (Kurzfilm, AT: Tagediebe)
- 2001: Stiller Sturm
- 2002: Einsatz in Hamburg – Rückkehr des Teufels (Fernsehreihe)
- 2002–2017: Tatort (Fernsehreihe)
  - 2002: Undercover
  - 2003: Bienzle und der Taximord
  - 2004: Gefährliches Schweigen
  - 2006: Revanche
  - 2008: Brandmal
  - 2008: Der oide Depp
  - 2012: Kein Entkommen
  - 2015: LU
  - 2017: Dein Name sei Harbinger
- 2003: Narren
- 2003: Detroit (Fernsehfilm)
- 2003: SOKO Leipzig – Crash
- 2003: Donna Leon – Feine Freunde (Fernsehreihe)
- 2004: Close
- 2004: Sieben Himmel
- 2005: Weiße Stille
- 2005: Katze im Sack
- 2005: Mein Mörder
- 2005: Donna Leon – Beweise, dass es böse ist
- 2005: Zeppelin!
- 2006: Der die Tollkirsche ausgräbt
- 2006: Allein gegen die Angst
- 2006: 15 Minuten Wahrheit
- 2006: Das Schneckenhaus
- 2007: Prager Botschaft (Fernsehfilm)
- 2007: SOKO Köln – Sondereinsatz
- 2007: Hochzeit um jeden Preis
- 2007: Blindflug
- 2008: Finnischer Tango
- 2008: Schattenwelt
- 2009: Dutschke
- 2009: 66/67 – Fairplay war gestern
- 2010: Carlos – Der Schakal (Carlos)
- 2010: Das blaue Licht
- 2011: Das schlafende Mädchen
- 2011: Marie Brand und der Sündenfall
- 2011: Fenster zum Sommer
- 2013: Dyslexie
- 2013: Shirley – Visionen der Realität
- 2013: Finsterworld
- 2013: Global Player – Wo wir sind isch vorne
- 2014: Kommissarin Lucas – Der nette Herr Wong
- 2015: Harter Brocken (Fernsehfilm)
- 2015: Polder – Tokyo Heidi
- 2015: Saboteure im Eis – Operation Schweres Wasser (Kampen om tungtvannet)
- 2016: Kaltfront (Fernsehfilm)
- 2016: Emma nach Mitternacht – Frau Hölle
- 2017: Charité (Fernsehserie)
- 2017: Das Milan-Protokoll
- 2017: Der Zauberlehrling
- 2018: Der Mordanschlag (Zweiteiler)
- 2018: Keiner schiebt uns weg
- 2018: Die ALDI-Brüder (Dokumentarfilm)
- 2019: Das Märchen von den zwölf Monaten (Fernsehfilm)
- 2019: Das Leben meiner Tochter
- 2019: Johannes Kepler, der Himmelsstürmer (Doku-Spielfilm)
- 2020: Letzte Spur Berlin (Fernsehserie)
- 2021: Wilsberg: Einer von uns (Fernsehreihe)
- 2022: Riesending – Jede Stunde zählt (Fernsehfilm)
- 2022: Narvik
- 2023: De Facto
- 2023: Polizeiruf 110: Cottbus Kopflos
- 2025: Die drei ??? und der Karpatenhund

## Auszeichnungen
- 2003: Förderpreis Deutscher Film als Bester Darsteller für Detroit
- 2010: Deutscher Fernsehpreis als Bester Schauspieler für Dutschke